# Trachymene bivestita
Trachymene bivestita är en flockblommig växtart som först beskrevs av Karel Domin, och fick sitt nu gällande namn av Lawrence Alexander Sidney Johnson. Trachymene bivestita ingår i släktet Trachymene och familjen flockblommiga växter. Utöver nominatformen finns också underarten T. b. pterocarpa.